# Coopération technique belge
Pour les articles homonymes, voir CTB.
Enabel est l'agence belge de coopération internationale (anciennement Coopération technique belge, CTB).
Elle a plus de 20 ans d'expérience dans divers domaines allant de l'éducation et des soins de santé à l'agriculture, en passant par la protection de l'environnement, la digitalisation, l'emploi, la paix et la sécurité. L'expertise de l'agence fédérale est sollicitée dans le monde entier - par le gouvernement belge, les institutions de l'Union européenne, le secteur privé et les gouvernements d'autres pays. Elle collabore avec des entreprises, des acteurs de la société civile et des institutions de recherche et encourage une interaction fructueuse entre la politique de développement et d'autres domaines.
Avec 2.100 collaborateurs et collaboratrices, Enabel gère quelque 170 projets dans une vingtaine de pays, en Belgique, en Afrique et au Moyen-Orient. 
En décembre 2023, le gouvernement belge mandate Enabel pour lancer un programme de soutien à la reconstruction en Ukraine. Au-delà de son expertise reconnue dans la coopération au développement « classique », c’est son rôle de facilitateur et de mobilisateur d’expertise publique qui est mis en avant. A travers un programme de reconstruction, doté d’un budget de 150 millions d'euros sur quatre ans, Enabel apportera un soutien particulier aux domaines de la santé et de la protection sociale, de l’éducation et de l’emploi. Ces actions se concentreront principalement sur les régions de Tchernihiv (au Nord-Est de la capitale) et de Kyiv. 
En 2023, l'aide publique au développement de la Belgique était de 0,44 % de son RNB. 
La présidente du conseil d'administration en est Delphine Moralis et Jean Van Wetter en est le directeur général. 